# الذكر ألفا والذكر بيتا
الذكر ألفا و الذكر بيتا هما مصطلحان لوصف الرجال، مشتقان من تسميات ألفا وبيتا عند الحيوانات في الإيثولوجيا (علم السلوك الحيواني). ويمكن استخدامهما مع أجناس أخرى مثل النساء، أو باستخدام أحرف أخرى من الأبجدية اليونانية (مثل سيغما). وقد تعرّض انتشار استخدام هذه المصطلحات لوصف البشر لانتقادات واسعة من قبل العلماء....
كثيراً ما يُستخدم كلا المصطلحين في ميمات الإنترنت. ويُستخدم مصطلح بيتا أحيانًا كمصطلح انتقاصي من قبل بعض أعضاء المانوسفير، خصوصًا الإنسيل، الذين لا يعتقدون أنهم حازمون أو يتمتعون بـالرجولة التقليدية، ويشعرون بأن النساء يتجاهلنهم. كما يُستخدم لوصف رجال آخرين لا يُنظر إليهم على أنهم حازمون، وخصوصاً مع النساء.
في ثقافة الإنترنت، يُستخدم مصطلح ذكر سيغما أيضاً بكثرة، وازدادت شعبيته في أواخر العقد الثاني من القرن الحادي والعشرين، لكنّه استُخدم منذ ذلك الحين على نحو ساخر، وغالباً ما يرتبط بـ الإنسيل.

## التاريخ
استُخدمت هذه المصطلحات في الإيثولوجيا الحيوانية تقريباً حصراً قبل التسعينيات، خصوصاً فيما يتعلق بحقوق التزاوج مع الإناث، والقدرة على السيطرة على الأراضي، والتسلسل الهرمي في تناول الطعام داخل القطيع أو السرب. وفي الإيثولوجيا الحيوانية، تشير بيتا إلى حيوان يخضع للأعضاء ذوي المرتبة الأعلى في الهرمية الاجتماعية، وبالتالي عليه الانتظار لتناول الطعام ولديه فرص أقل أو معدومة في التزاوج.
في كتاب سنة 1982 بعنوان سياسة الشمبانزي: السلطة والجنس بين القردة، اقترح عالم الرئيسيات والإيثولوجي فرانس دي فال أن ملاحظاته لمستعمرة الشمبانزي يمكن أن تُطبَّق على التفاعلات البشرية. وقد تناولت بعض التعليقات على الكتاب، ومنها في شيكاغو تريبيون، أوجه الشبه مع التسلسلات الهرمية للقوة بين البشر. وفي أوائل التسعينيات، بدأت بعض وسائل الإعلام باستخدام مصطلح ألفا للإشارة إلى البشر، وبالتحديد إلى الرجال "الرجوليين" الذين يحققون النجاح في عالم الأعمال. وينسب الصحفي جيسي سينغال، في مجلة نيويورك، انتشار الوعي بهذه المصطلحات إلى مقال في مجلة تايم عام 1999، وصف رأيًا للمستشارة ناعومي وولف للمرشح الرئاسي حينها آل غور، إذ قالت: "ترى وولف أن غور هو 'ذكر بيتا' يحتاج إلى مواجهة 'ذكر ألفا' في المكتب البيضاوي قبل أن يراه الجمهور كزعيم أول". كما ينسب سينغال انتشار مصطلح ذكر ألفا كهدف طموح إلى كتاب نيل شتراوس الأكثر مبيعاً عام 2005 عن فن الإغواء بعنوان اللعبة.

## الاستخدام
الرؤية التي تفترض وجود تسلسل هرمي للهيمنة بين البشر يتكوّن من "ذكور ألفا" و"ذكور بيتا" تُذكر أحيانًا في وسائل الإعلام السائدة. ويُستخدم مصطلح ذكر ألفا غالبًا لوصف أي رجل مهيمن، خصوصًا المتنمرين, على الرغم من أن السلوك المهيمن يُنظر إليه نادرًا على أنه صفة إيجابية لموعد أو شريك رومانسي. أما الادعاءات بأن النساء "مبرمجات" بيولوجيًا ليرغبن بـ"ذكور ألفا" فيراها الخبراء شكلًا من أشكال كراهية النساء والصور النمطية، ولا تدعمها الأبحاث. ويعتقد علماء النفس التطوري الذين يدرسون سلوك التزاوج البشري أن البشر يستخدمون استراتيجيتين مميزتين – الهيمنة والهيبة – لتسلق السلم الاجتماعي، وأن الهيبة تلعب دورًا أكبر بكثير في تحديد جاذبية الرجال للنساء مقارنة بالهيمنة.

## النقد
تعرّضت فكرة وجود "ذكور ألفا" و"ذكور بيتا" بين البشر لانتقادات واسعة من قبل علماء الأحياء والسلوك وعلماء النفس، حيث اعتُبرت تبسيطًا مفرطًا للسلوك البشري وإسقاطًا غير دقيق لملاحظات على أنواع حيوانية معينة. يشير الباحثون إلى أن الدراسات على الحيوانات التي شاعت منها هذه المصطلحات (مثل الذئاب) قد أُسيء فهمها أو فُسّرت خارج سياقها، وأن التسلسل الهرمي الصارم الذي يُفترض أنه يحكم سلوك الذكور في الطبيعة نادر أو غير موجود في معظم الأنواع، بما في ذلك البشر.
كما يشير علماء الاجتماع إلى أن تبنّي هذه المفاهيم في الثقافة الشعبية يعكس أحيانًا معتقدات ذكورية تقليدية أو كراهية النساء، وأنها كثيرًا ما تُستخدم لدعم أفكار المانوسفير، أو مواقف إقصائية تجاه النساء والرجال على حد سواء.

## في الثقافة الشعبية
ترد إشارات إلى "الذكر ألفا" و"الذكر بيتا" في الأفلام، والمسلسلات التلفزيونية، وألعاب الفيديو، وأغاني البوب، بالإضافة إلى الميمات المنتشرة على وسائل التواصل الاجتماعي. وغالبًا ما يجري استخدام هذه المصطلحات بطريقة ساخرة أو مبالغ فيها، لتصوير شخصيات ذكورية نمطية أو نقدها.
- ذئب وول ستريت – صُوّر بطل الفيلم كشخصية "ذكر ألفا" مهيمنة في بيئة العمل والمال.
- كيف قابلت أمكما – تتضمن عدة إشارات ساخرة إلى مفاهيم "ألفا" و"بيتا" من خلال شخصية بارني ستينسون.